# Rota, Cádiz
Rota este un municipiu în provincia Cádiz, Andaluzia, Spania cu o populație de 26.257 locuitori.
1. ↑  Nomenclátor Geográfico de Municipios y Entidades de Población (20240402 edition)